# Joachim IV de Constantinople
Pour les articles homonymes, voir Joachim.

Joachim IV de Constantinople (en grec Ιωακείμ Δ', né le 5 juillet 1837 sous le nom de Nikolaos Krousouloudis et mort le 15 février 1887) fut patriarche de Constantinople du 13 octobre 1884 au 26 novembre 1886.